# Star Trek : Sans limites
Pour les articles homonymes, voir Star Trek (homonymie).
Série Star Trek
Star Trek Into Darkness
(2013)
Pour plus de détails, voir Fiche technique et Distribution.
Star Trek : Sans limites ou Star Trek Au-Delà au Québec et au Nouveau-Brunswick (Star Trek Beyond) est un film de science-fiction américain réalisé par Justin Lin, sorti en 2016. Il célèbre ainsi les cinquante ans de la saga.
C'est le treizième film de l'univers Star Trek et le troisième de la série issue du reboot commencé en 2009 avec la sortie de Star Trek de J. J. Abrams.
Le film est dédié aux mémoires de Leonard Nimoy (décédé en février 2015 durant la préproduction du film) et Anton Yelchin (décédé en juin 2016 peu de temps avant la sortie du film).

## Synopsis
2263. Sur la planète Tinax, le capitaine James T. Kirk agit à titre d'ambassadeur pour conclure un traité de paix entre deux peuples ennemis, la Délégation Tinaxienne et la République Fibonienne. En guise de cadeau, il apporte de la part du Haut Conseil fibonien un artéfact qui faisait partie d'une puissante arme inconnue. Cependant, le chef Tinaxien s'emporte, croyant qu'on veut se moquer de lui et soumettre son peuple. Kirk tente de l'apaiser, mais le chef préfère attaquer Kirk, imité par ses congénères. Grâce à Scotty, Kirk retourne sur le vaisseau USS Enterprise. Après cette mission manquée, Kirk se questionne sur son rôle dans Starfleet. Après trois ans de mission et alors que son anniversaire approche — il aura un an de plus que son père quand il est mort —, il n'éprouve plus qu'ennui et malaise, même si son équipage est l'un des meilleurs selon ses dires.
Arrivé à la station spatiale Yorktown dans le but de réapprovisionner vaisseau, l'équipage prend un repos bien mérité. Kirk reçoit du Commodore Paris la proposition de devenir vice-amiral. Au même moment, Spock et Nyota Uhura tentent de mettre un terme à leur relation amoureuse. Hikaru Sulu retrouve son conjoint et leur fille. Scotty continue de fignoler les appareils du vaisseau pour en tirer le maximum.
Quelque temps plus tard, un petit vaisseau aborde la station spatiale ; son occupante, Kalara, affirme qu'elle a dû laisser derrière elle son équipage sur une planète inhospitalière, Altamid, et Kirk accepte la mission d'aller secourir l'équipage dans une nébuleuse inexplorée. Après avoir franchi une ceinture d'astéroïdes, le vaisseau USS Enterprise est attaqué par une multitude de petits vaisseaux qui forment un essaim à la manière des abeilles. Cet essaim transperce le vaisseau à plusieurs endroits, le laissant à la dérive dans l'espace. Le chef des assaillants, un extraterrestre humanoïde du nom de Krall, s'introduit dans le vaisseau dans le but de récupérer l'artefact.
Kirk apprend l'intention de Krall et prend possession de l'artefact, qu'il remet à Syl, une membre de son équipage non humaine capable de le cacher sur son corps. Après plusieurs combats, les survivants s'enfuient du vaisseau à bord de capsules de survie. Ils se font tous capturer dans l'espace. Spock et le docteur McCoy se sont emparés d'un des petits vaisseaux ennemis et le pilotent du mieux qu'ils peuvent vers le sol de la planète. Kirk, Chekov et Kalara entrent dans l'atmosphère de la planète à bord de la soucoupe du vaisseau, chacun s'éjectant à tour de rôle avant qu'elle percute le sol. Scotty, lui s'éjecte à bord d'une torpille pour leurrer l'ennemi; après en être sorti in extremis au bord d'un précipice, décide de collaborer avec Jaylah, une humanoïde ayant échappé aux agents de Krall ; en échange de son aide pour retrouver les membres de son équipage, elle lui demande de réparer l'USS Franklin, un ancien vaisseau de Starfleet écrasé sur cette planète depuis cent ans, qu'elle a commencé à restaurer.
Les autres membres de l'équipage sont retenus dans un camp de prisonniers. Krall exige l'artefact sous peine de tuer Sulu s'il ne l'obtient pas. Syl obéit, à la satisfaction de Krall qui révèle que l'artefact fait partie d'une arme biologique très puissante qu'il prévoit d'utiliser contre la base Yorktown. Selon son opinion, la Fédération des planètes unies ne fait qu'affaiblir ses membres en affirmant que l'union fait la force ; la destruction de la station spatiale ramènera vigueur et autonomie dans les populations fédérées.
De retour à la soucoupe, Kirk et Chekov démontrent la traîtrise de Kalara. Elle se défend d'agir ainsi pour sauver ses collègues. Après plusieurs combats contre Kalara et les agents de Krall, Kirk et Chekov s'échappent, tuant de façon indirecte Kalara. À cause du brusque atterrissage de leur petit vaisseau, Spock est sévèrement blessé. McCoy retire une pièce de son corps puis cautérise la plaie avec des moyens de fortune. Plus tard, Spock révèle à McCoy qu'il envisage de quitter Starfleet à la suite de la mort de l'ambassadeur Spock et que sa relation avec Uhura s'est détériorée quand il a envisagé d'avoir des enfants. Poursuivis par leurs ennemis, ils s'échappent grâce à Scotty qui est parvenu à réparer le téléporteur de l'USS Franklin.
Kirk et Chekov sont ensuite capturés par un piège tendu par Jaylah. Scotty les défend auprès de Jaylah, qui les libère. Ils retournent à l'USS Franklin où ils réfléchissent à un plan pour infiltrer la base de Krall. Alors que ce dernier décolle avec son armée pour détruire Yorktown, les six font évader les prisonniers et les emmènent à l'USS Franklin. Malgré son pitoyable état, le vaisseau parvient à s'échapper de la planète. Cherchant un moyen de détruire ou de détourner l'essaim destructeur qui se dirige vers Yorktown, il est décidé que Spock et McCoy s'empareront d'un vaisseau de l'essaim dans le but de trouver une faille. Après quelques échanges entre le petit vaisseau et l'USS Franklin, ils décident d'émettre en continu un bruit dissonant, pensant que l'essaim perdra sa cohésion. Leur plan réussit au delà de leurs espérances, mais trois petits vaisseaux ennemis échappent à la destruction et s'introduisent dans la station spatiale.
Entretemps, Uhura comprend que Krall est l'ancien capitaine de l'USS Franklin, Balthazar Edison, honoré en tant que héros disparu pendant les premières années d'exploration spatiale de Starfleet. Incapable de contacter quiconque de la Fédération, Edison est devenu désabusé et a décidé de s'approprier la technologie extraterrestre de la planète pour prolonger sa vie, ce qui l'a rendu fou. Après avoir introduit l'USS Franklin dans la station spatiale, Kirk trouve le moyen d'arrêter la course des trois petits vaisseaux, mais Edison s'est enfui caché dans la foule. Kirk le retrouve et les deux se battent, le premier pour sauver des vies, l'autre pour les détruire. Edison perd et se fait éjecter dans le vide spatial.
Par la suite, le Commodore Paris offre à nouveau le poste de vice-amiral à Kirk, mais celui-ci ne peut se résoudre à cesser d'explorer l'espace. Spock décide de poursuivre sa carrière dans Starfleet et sa relation avec Uhura. Jaylah est acceptée à l'Académie de Starfleet sur recommandation de Kirk. Plus tard, l'équipage quitte la station à bord du nouveau vaisseau USS Enterprise (NCC-1701-A).

## Fiche technique
- Titre original : Star Trek Beyond
- Titre français : Star Trek : Sans limites
- Titre québécois : Star Trek Au-Delà
- Réalisation : Justin Lin
- Scénario : Simon Pegg et Doug Jung, d'après les personnages créés par Gene Roddenberry
- Musique : Michael Giacchino
- Direction artistique : Don MacAulay
- Décors : Thomas E. Sanders
- Costumes : Sanja Milkovic Hays
- Photographie : Stephen F. Windon
- Montage : Dylan Highsmith et Kelly Matsumoto
- Production : J. J. Abrams, Roberto Orci et Bryan Burk ; Jeffrey Chernov, David Ellison et Dana Golberg (déléguée)
- Sociétés de production : Skydance Media, Alibaba Pictures, Huahua Media et Bad Robot Productions
- Sociétés de distribution : Paramount Pictures (États-Unis et France)
- Budget : 185 000 000 dollars[2]
- Pays d'origine :  États-Unis
- Langue originale : anglais
- Format : couleur
- Genre : science-fiction
- Durée : 122 minutes[2]
- Dates de sortie[3] :
  - Australie : 20 juillet 2016 (avant-première mondiale à Sydney)[4]
  - États-Unis, Canada : 22 juillet 2016
  - France, Belgique : 17 août 2016[5]
  - Suisse : 24 août 2016 (Suisse romande)

## Distribution

### Personnages principaux
- Chris Pine (VF : Emmanuel Garijo ; VQ : Martin Watier) : James Tiberius Kirk
- Zachary Quinto (VF : Adrien Antoine ; VQ : François Godin) : Spock
- Karl Urban (VF : Fabrice Josso ; VQ : Frédéric Paquet) : Leonard McCoy
- Zoe Saldaña (VF : Ingrid Donnadieu ; VQ : Catherine Proulx-Lemay) : Nyota Uhura
- Simon Pegg (VF : Cédric Dumond ; VQ : Frédéric Desager) : Montgomery Scott
- John Cho (VF : Alexandre Nguyen ; VQ : Guillaume Champoux) : Hikaru Sulu
- Anton Yelchin (VF : Nathanel Alimi ; VQ : Nicolas Bacon) : Pavel Chekov
- Idris Elba (VF : Frantz Confiac ; VQ : Thiéry Dubé) : Balthazar Edison / Krall
- Sofia Boutella (VF : Laëtitia Lefebvre ; VQ : Mylène Mackay) : Jaylah

Photos des acteurs principaux
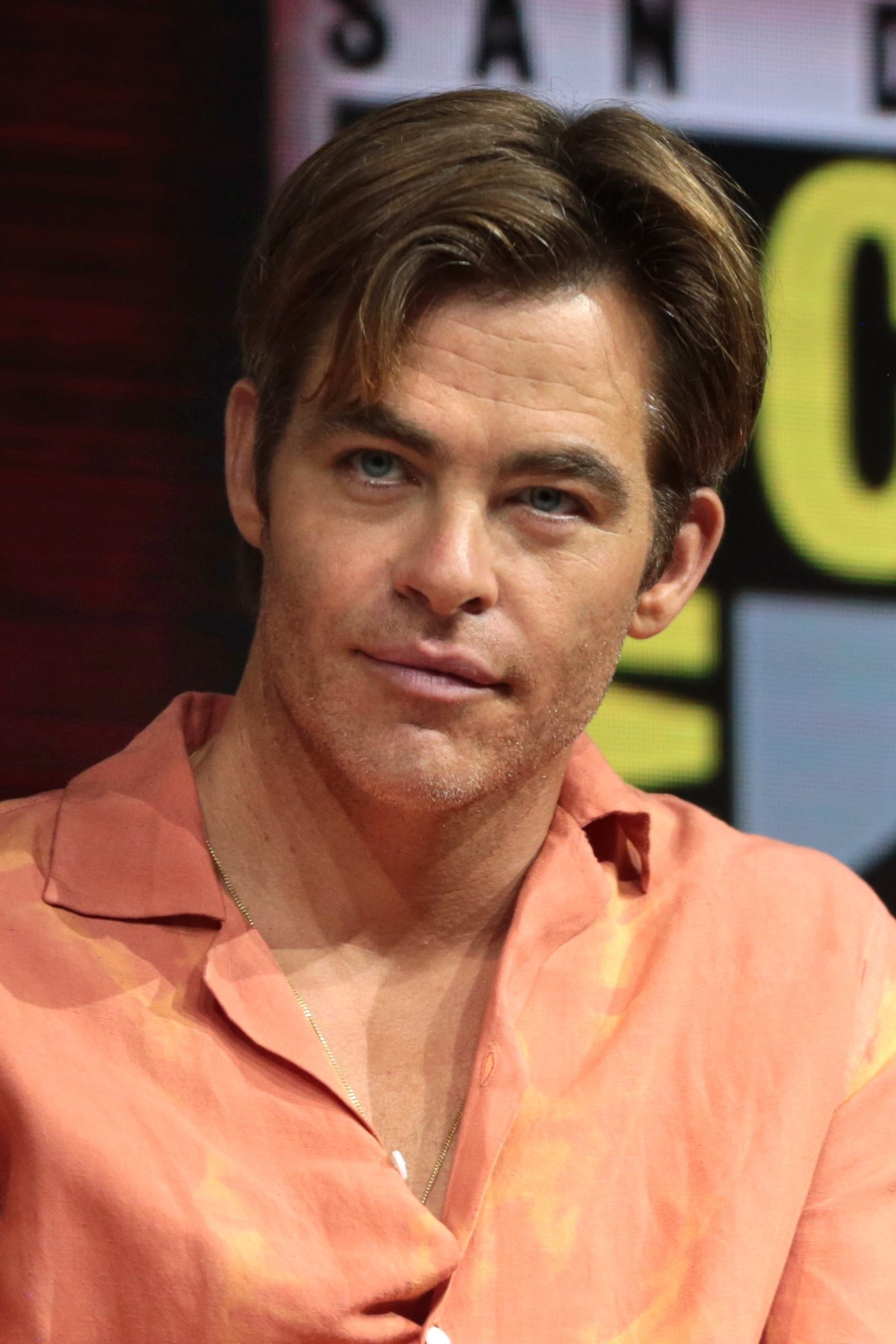
Chris Pine
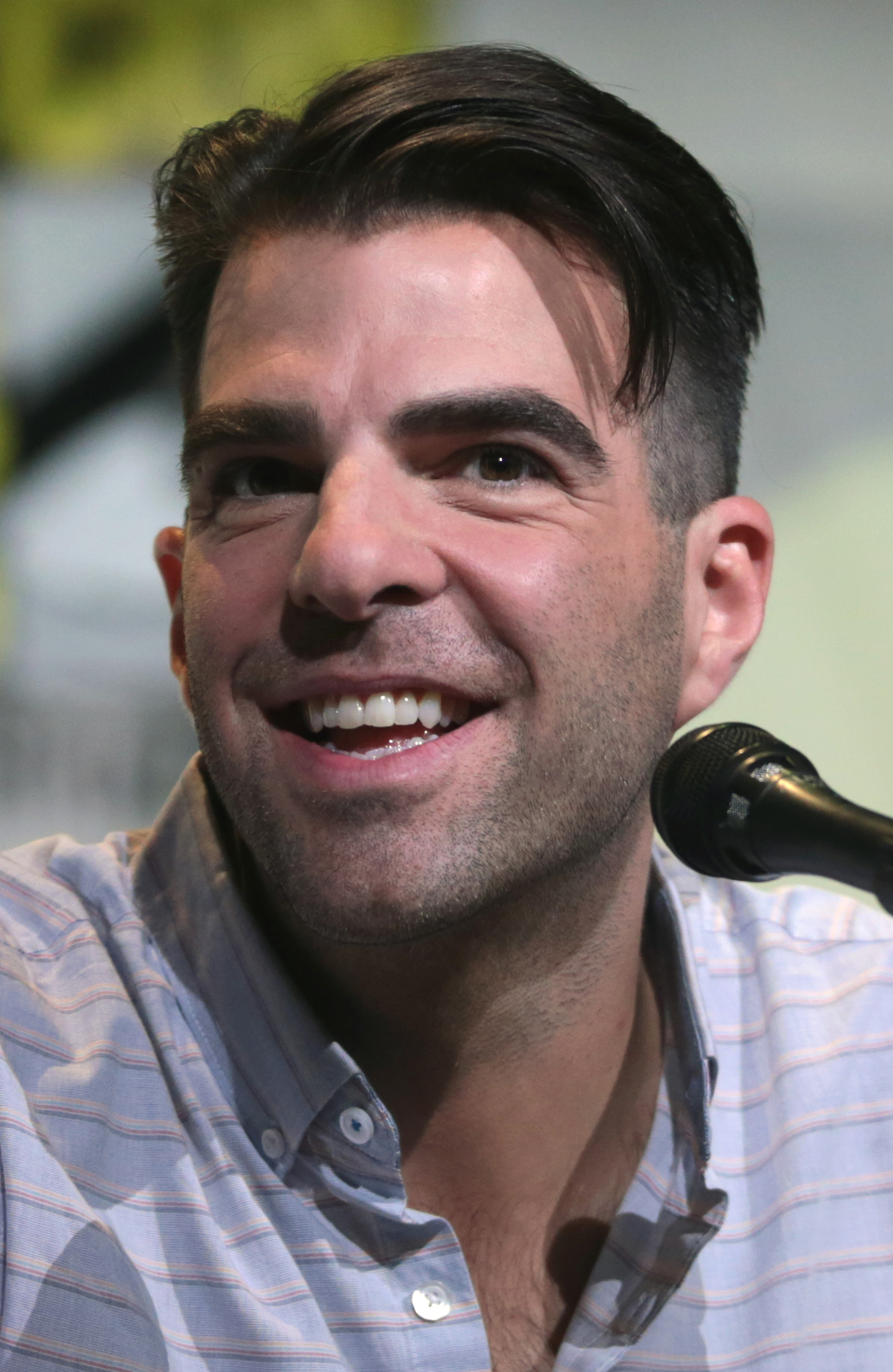
Zachary Quinto
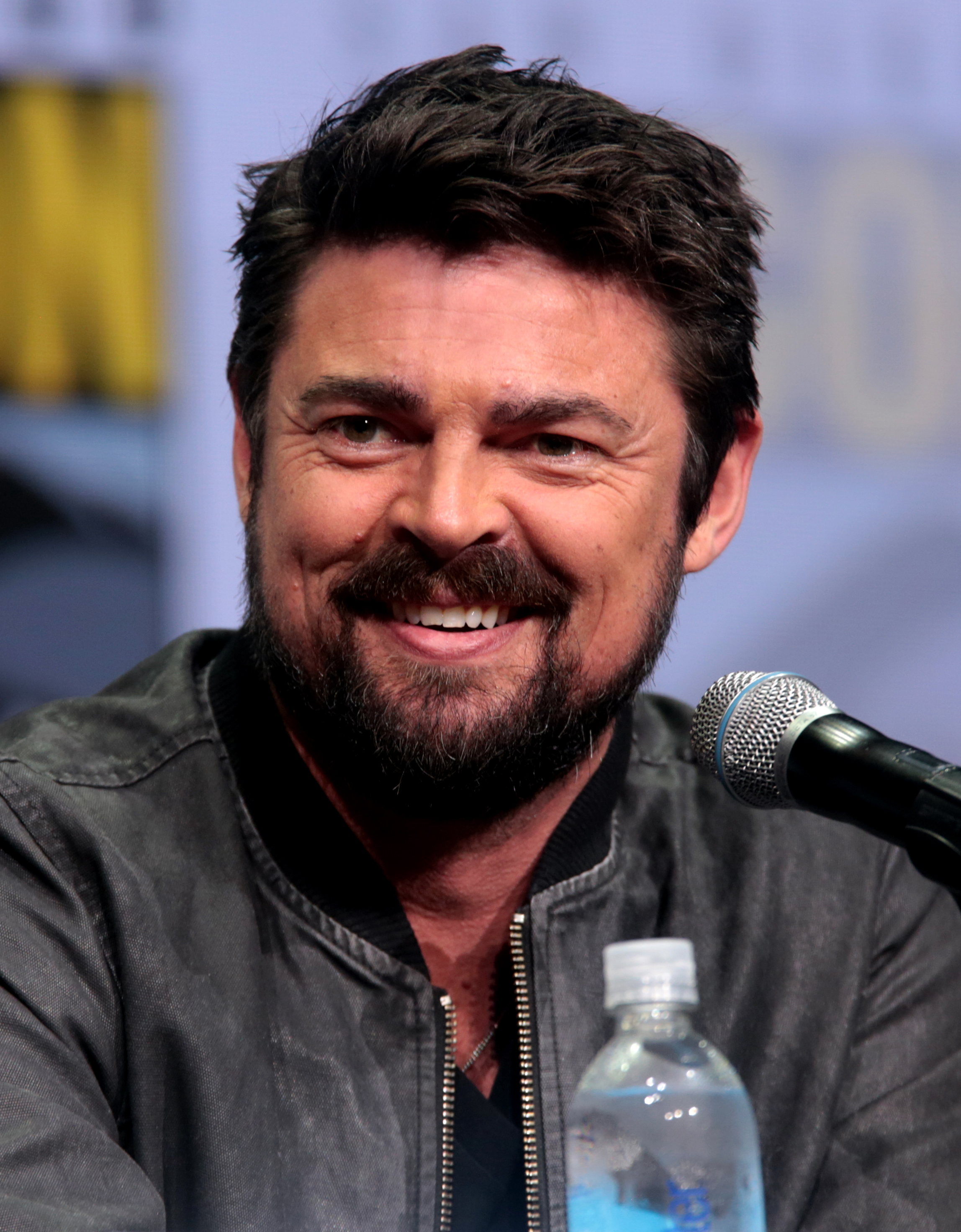
Karl Urban
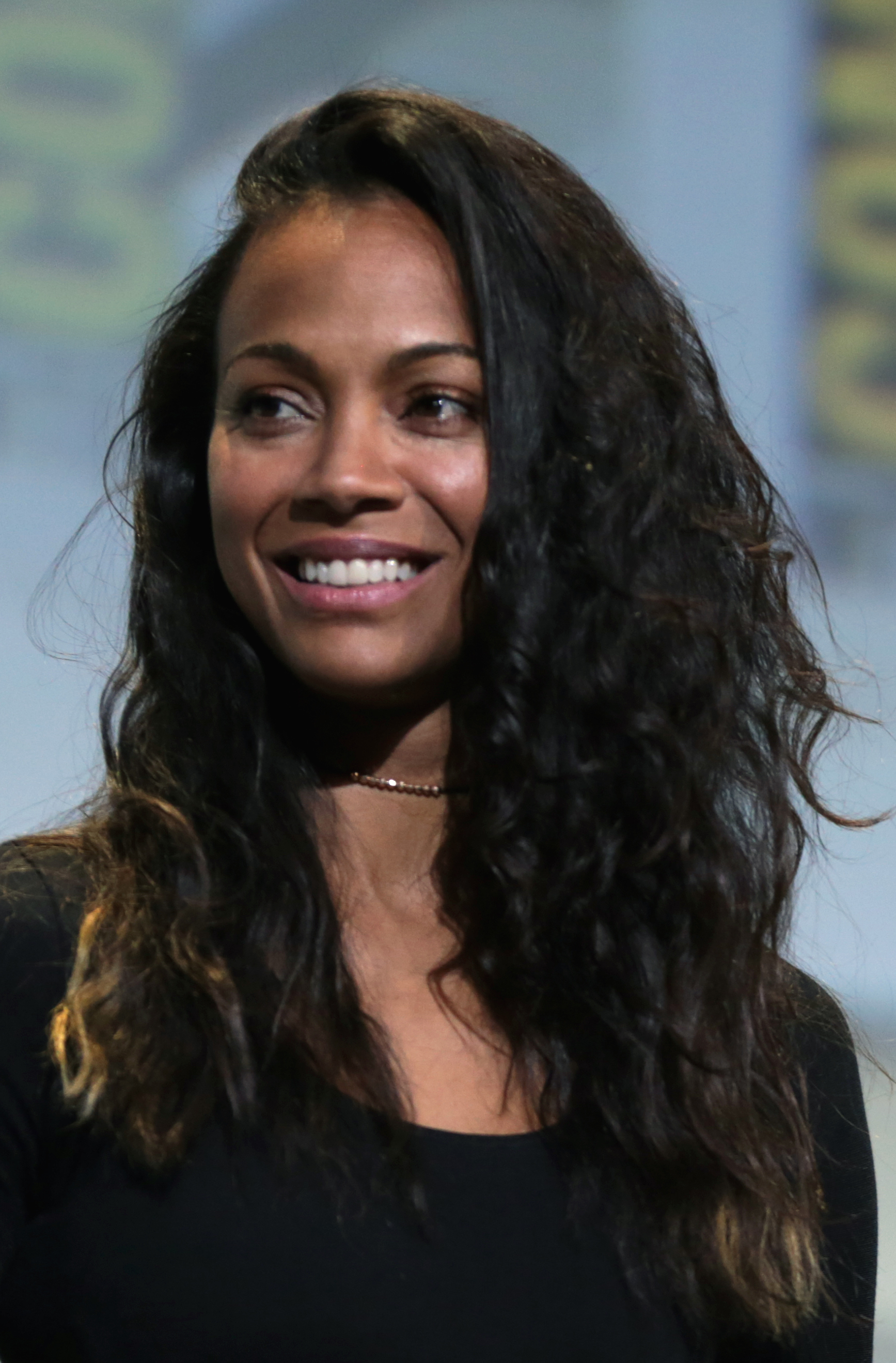
Zoe Saldaña
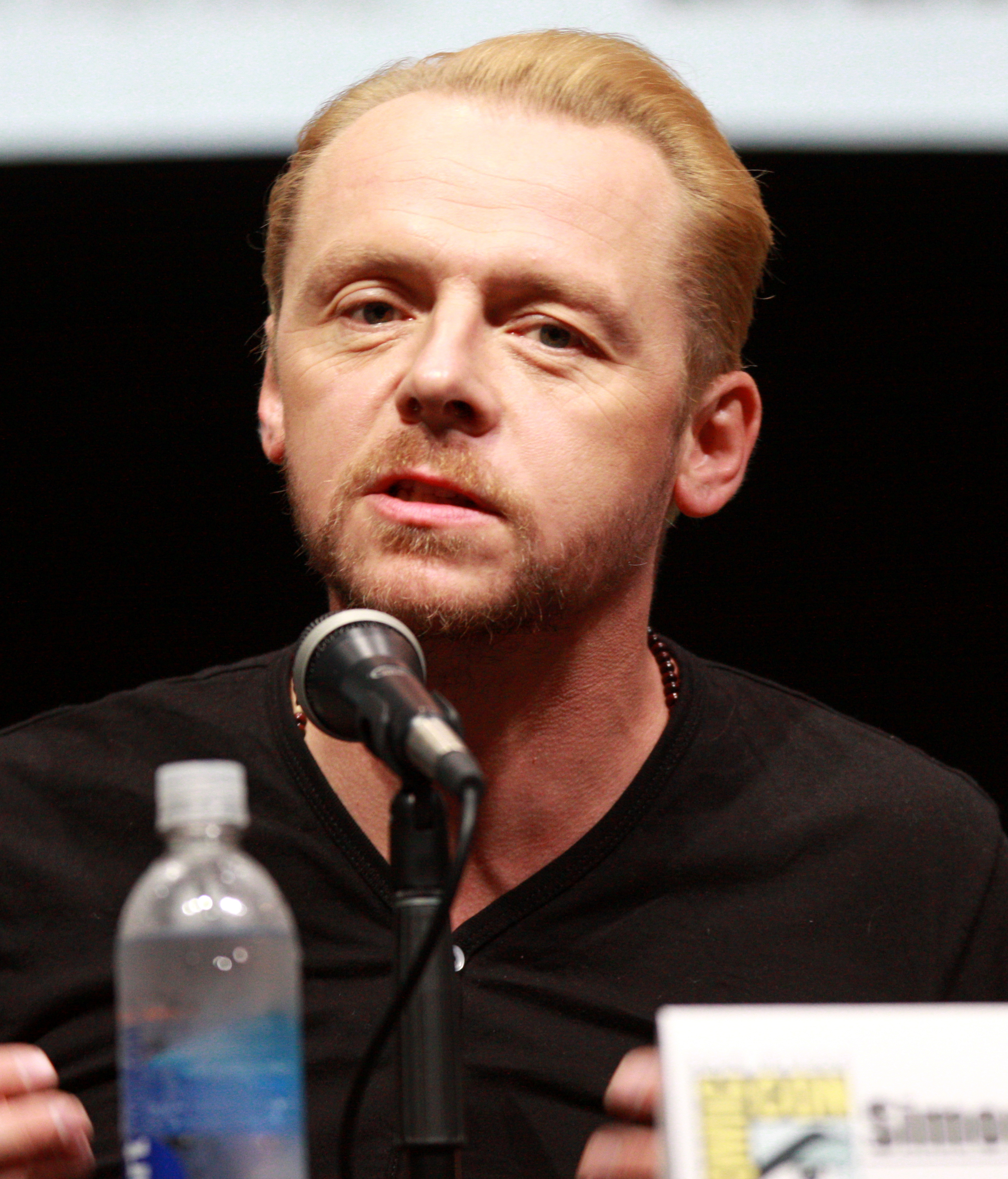
Simon Pegg
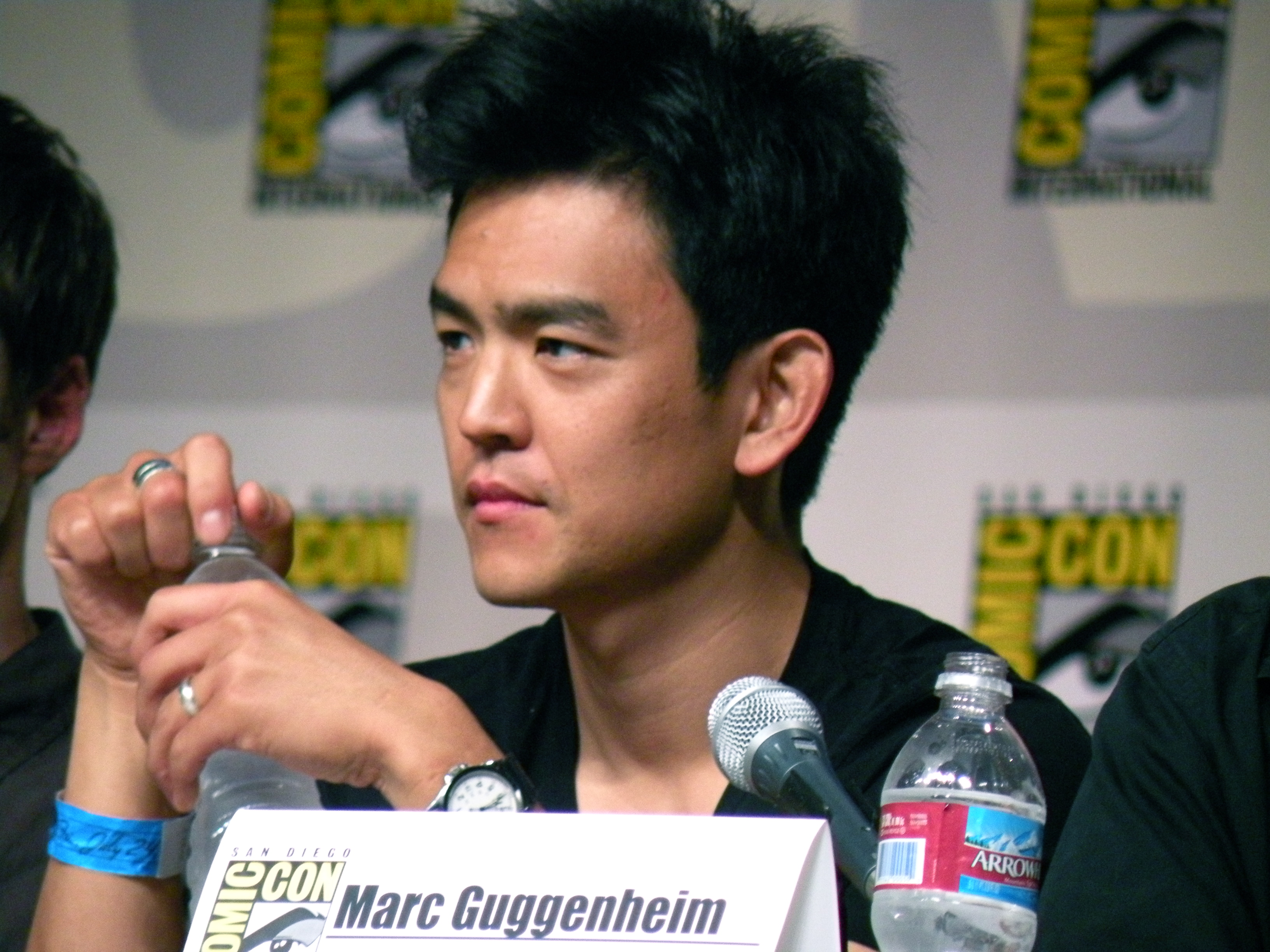
John Cho
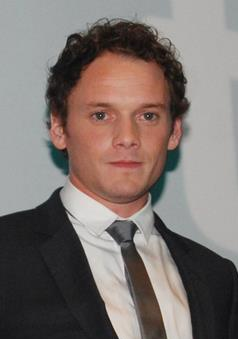
Anton Yelchin
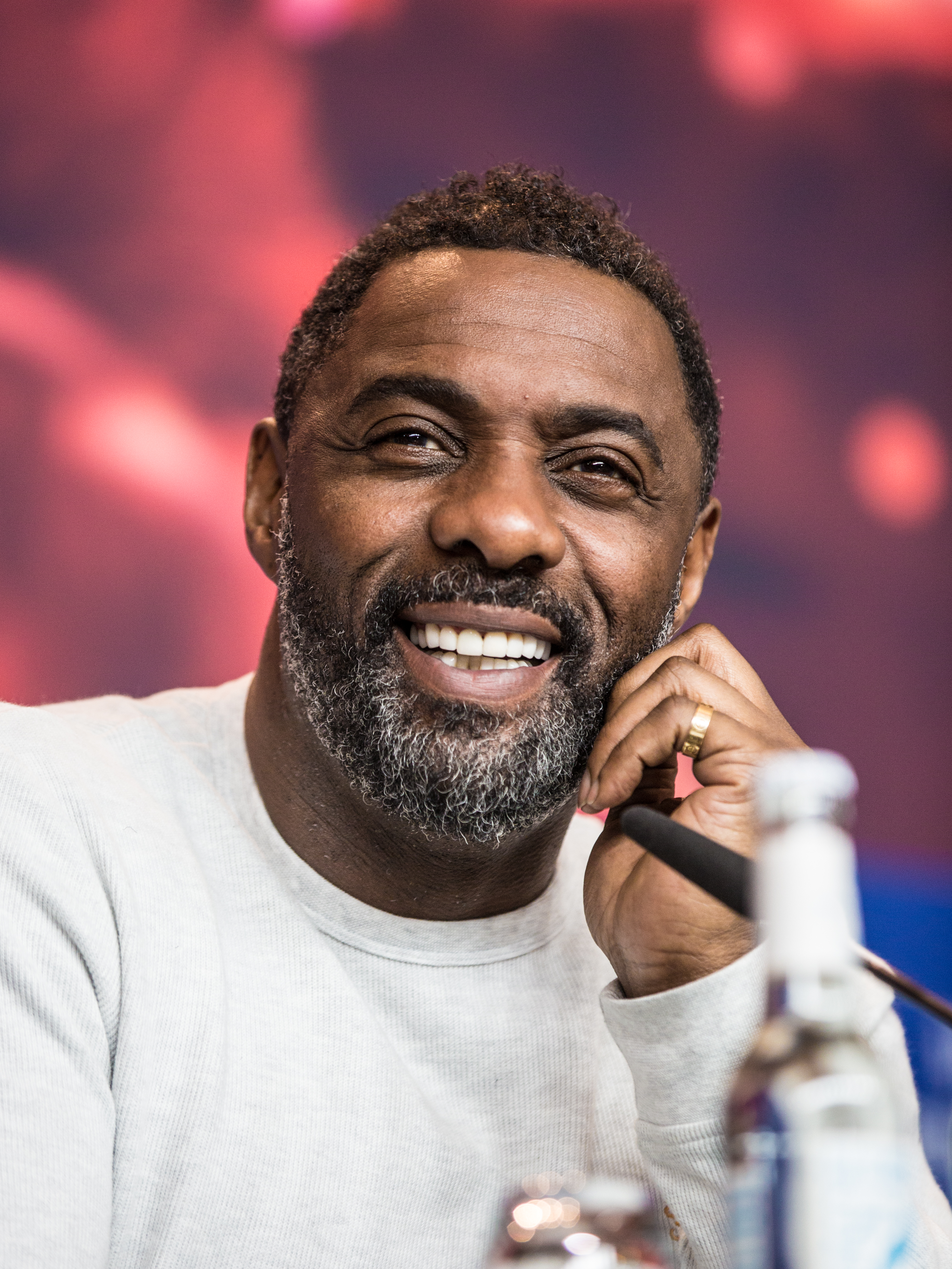
Idris Elba
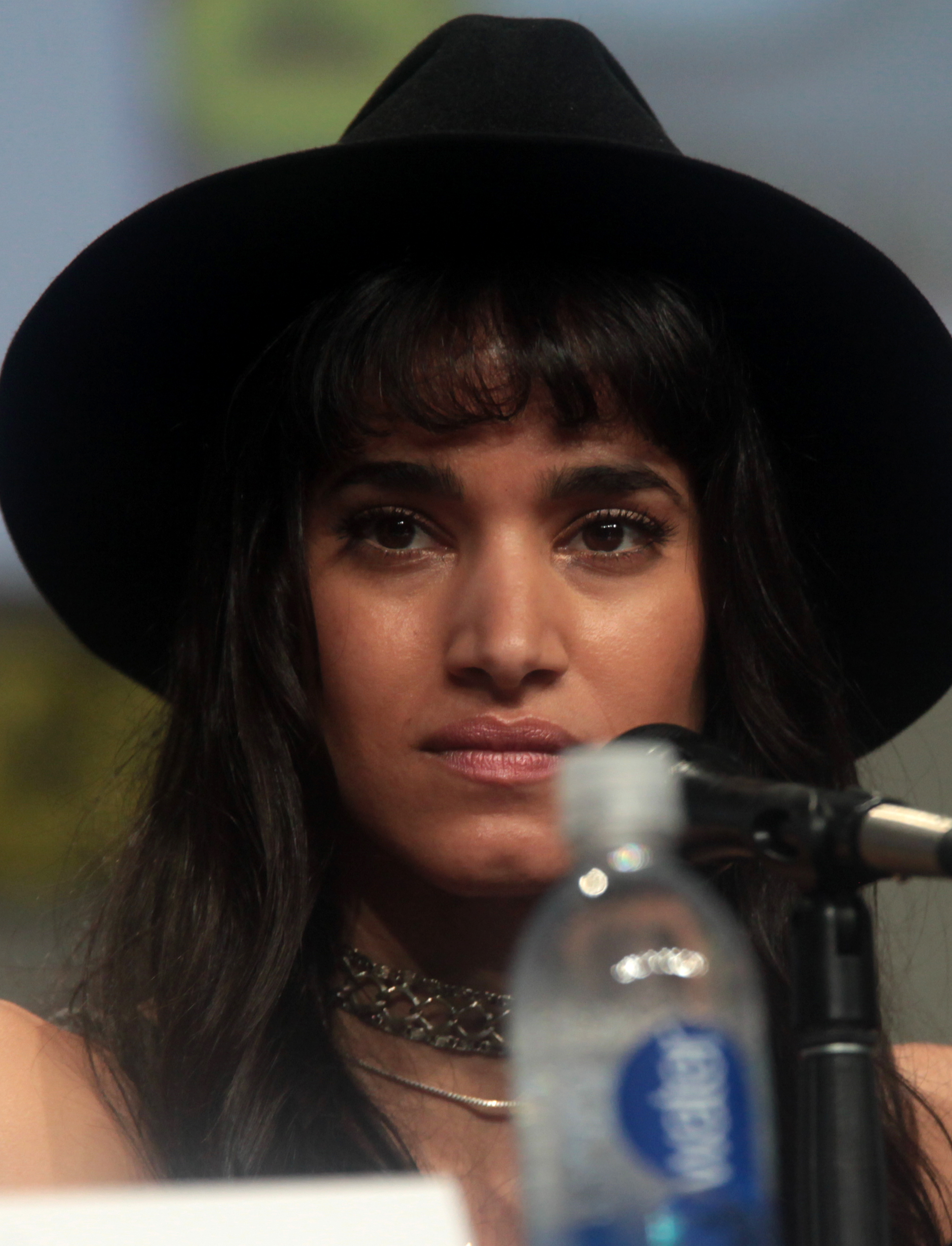
Sofia Boutella

### Personnages secondaires
- Joe Taslim (en) : Manas / Anderson Le
- Lydia Wilson (VF : Sybille Tureau) : Kalara / Jessica Wolff
- Deep Roy : Keenser
- Harpreet Sandhu (en) :
- Melissa Roxburgh (VF : Marie Tirmont) : enseigne Syl
- Anita Brown : Tyvanna
- Doug Jung (en) : Ben, le compagnon d'Hikaru Sulu
- Danny Pudi : Fi'Ja
- Kim Kold (en) : Zavanko
- Shohreh Aghdashloo (VF : Sylvie Genty ; VQ : Marie-Andrée Corneille) : Commodore Paris, commandant la station Yorktown
- Greg Grunberg (VF : Jean-François Aupied) : Commander Finnegan
- Ashley Edner : Natalia
- Jason Matthew Smith (en) : Hendorff
- Bryce Soderberg : Satine
- Shea Whigham : chef des Teenaxis

et, en caméo (photo uniquement)
- Leonard Nimoy : Spock Prime
- William Shatner : James Tiberius Kirk
- DeForest Kelley : Leonard « Bones » McCoy
- James Doohan : Montgomery « Scotty » Scott
- George Takei : Hikaru Sulu
- Walter Koenig : Pavel Chekov
- Nichelle Nichols : Nyota Uhura

 Source et légende : version française (VF) sur RS Doublage

## Production

### Genèse et développement

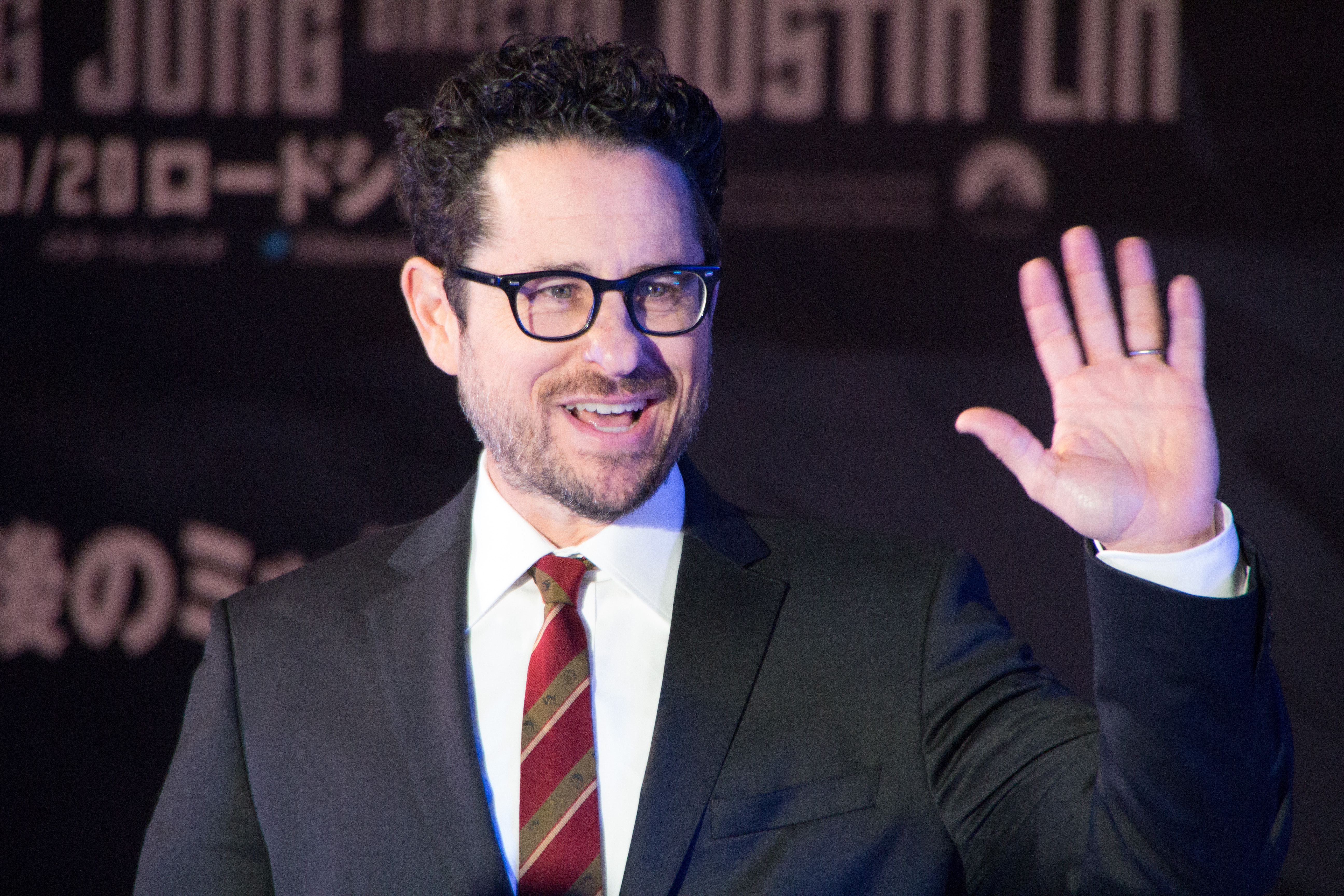
Le producteur J. J. Abrams, réalisateur des deux premiers opus, à la première japonaise du film en octobre 2016.

En mars 2013, le producteur Bryan Burk annonce une suite à Star Trek Into Darkness. Le producteur précise d'ailleurs que la production ne veut pas « attendre quatre ans avant de sortir la suite ». Ce troisième opus est prévu pour 2016, une année spéciale pour la saga puisqu'elle célébrera ses cinquante ans. Peu avant, le réalisateur des deux premiers opus, J. J. Abrams est engagé pour réaliser le prochain opus de la saga Star Wars, Le Réveil de la Force. Ainsi, la production recherche un nouveau réalisateur. En mai 2013, la production envisage ainsi de confier la réalisation à Joe Cornish, réalisateur de Attack the Block et scénariste d'Ant-Man.
En juillet 2013, alors que Roberto Orci et Alex Kurtzman sont toujours attachés au projet, la présence des scénaristes Edward Miller et Zak Stentz est également annoncée.
En septembre 2013, alors que les rumeurs vont bon train, le réalisateur Rupert Wyatt, à qui l'on doit le film La Planète des singes : Les Origines, serait le candidat idéal pour la réalisation du troisième opus des aventures du capitaine James Kirk et son équipage. Il est également annoncé que J. J. Abrams restera associé au projet en tant que producteur.
En avril 2014, le scénariste Roberto Orci semble vouloir réaliser le troisième film Star Trek alors que son partenaire ne reste associé au projet qu'en tant que producteur, convoitant la réalisation de Venom pour Sony Pictures. Le mois suivant, le réalisateur-scénariste entre en négociations et serait le favori des studios. Si les négociations aboutissent, le réalisateur travaillera avec les scénaristes Patrick McKay et J.D. Payne.
En décembre 2014, Roberto Orci quitte finalement la réalisation mais reste néanmoins producteur. Edgar Wright figure dans la brève liste des potentiels remplaçants. Deux semaines après le désistement de Roberto Orci, Paramount embauche Justin Lin, réalisateur de plusieurs films de la franchise Fast and Furious. Il doit alors refuser de réaliser Fast and Furious 7 (2015), confié à James Wan.
En janvier 2015, l'acteur Simon Pegg, interprète de Montgomery « Scotty » Scott, est embauché pour coécrire le scénario du film, déjà débuté par Roberto Orci et Alex Kurtzman qu'il remplace, aux côtés de Doug Jung.

### Attribution des rôles

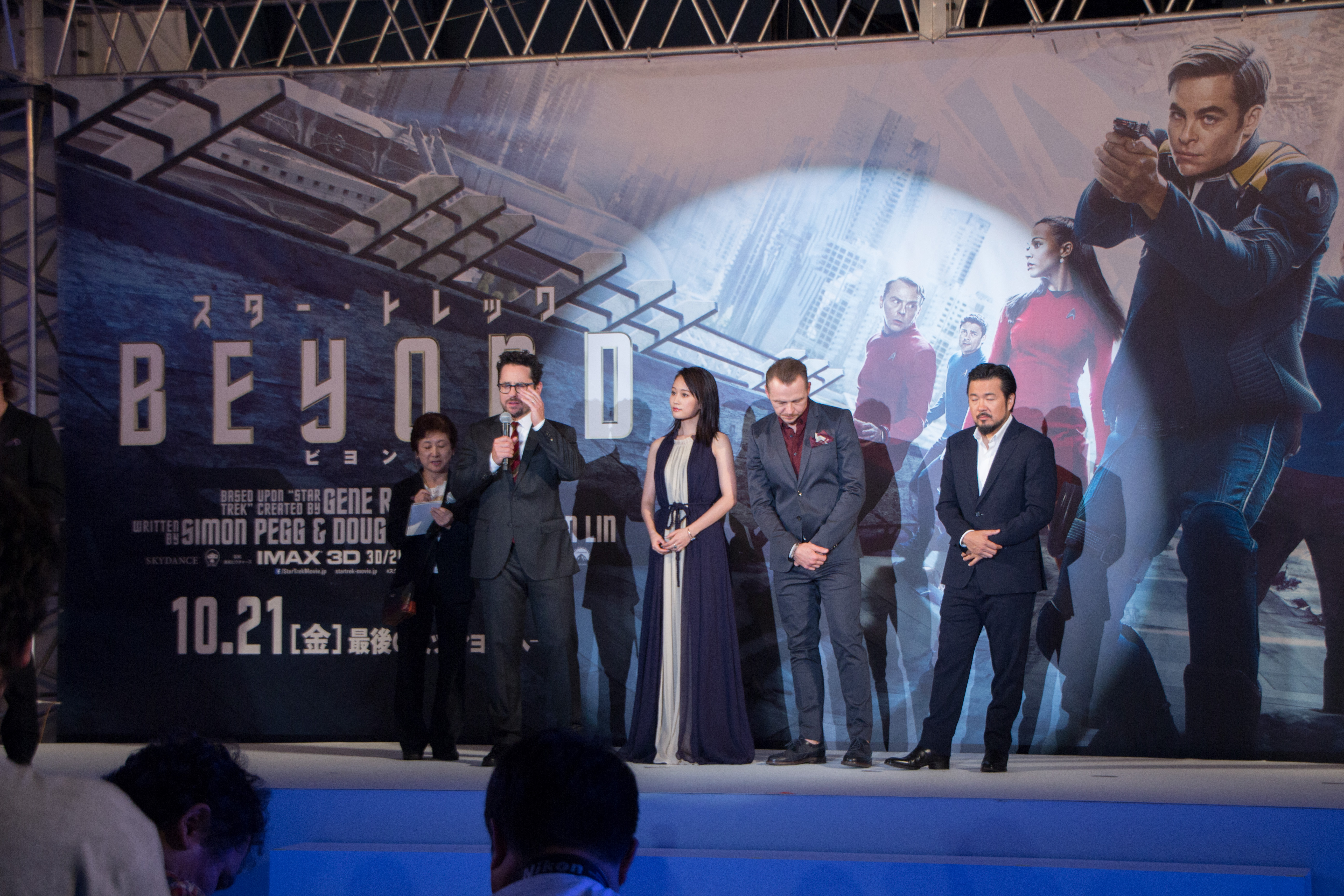
Le producteur américain J. J. Abrams, l'acteur Simon Pegg et le producteur américano-taiwanais Justin Lin à la première japonaise du film.

La distribution principale des deux premiers opus revient dans ce troisième opus : Chris Pine (James Kirk), Zachary Quinto (Spock), Zoe Saldaña (Nyota Uhura), Karl Urban (Dr. Leonard McCoy), Simon Pegg (Scotty), John Cho (Sulu) et Anton Yelchin (Chekov).
En septembre 2014, une rumeur annonce une scène réunissant les interprètes originaux de Kirk et Spock, William Shatner et Leonard Nimoy. Ils devaient y interagir avec leurs jeunes versions interprétées par Chris Pine et Zachary Quinto.
En février 2015, une rumeur annonce Bryan Cranston en méchant face à l'équipage de l'USS Enterprise. Mais, le mois suivant, c'est finalement l'acteur Idris Elba qui est évoqué. Fin avril 2015, Simon Pegg, en pleine écriture du script, annonce que le personnage du méchant, potentiellement joué par Idris Elba, sera un personnage original (tout comme Nero, joué par Eric Bana, dans le premier opus et contrairement à Khan dans le deuxième joué par Benedict Cumberbatch).
En avril 2015, l'actrice franco-algérienne Sofia Boutella rejoint officiellement la distribution. Pour son personnage de Jaylah , le coscénariste Simon Pegg avoue s'être inspiré de Jennifer Lawrence dans le film Winter's Bone (2010).

### Tournage
Le tournage débute le 25 juin 2015 dans la banlieue de Vancouver au Canada. Il se déroule également à Dubaï et à Séoul en Corée du Sud.
Le tournage s'achève le 15 octobre 2015.
Le 11 mars 2016, le site Movieweb indique que des scènes supplémentaires seront filmées la semaine du 18 mars concernant le personnage important de la présidente de la fédération des planètes unies jouée par Shohreh Aghdashloo. Ce tournage n'aura aucune incidence sur la date de sortie du film qui reste inchangée.

### Musique
Bandes originales de Star Trek
Star Trek Into Darkness
(2013)
La musique du film est composée par Michael Giacchino, déjà à l’œuvre sur les deux précédents films.
Fin juin, il est annoncé que la chanteuse Rihanna a enregistré une chanson spécialement pour le film, intitulée Sledgehammer. Un extrait est présenté dans une bande-annonce. Le single est ensuite publié en téléchargement légal le 24 juin 2016. La chanson n'est pas présente sur l'album de la bande originale, tout comme Fight the Power de Public Enemy et Sabotage des Beastie Boys que l'on peut également entendre dans le film.
| 1.  | Logo and Prosper                 | 1:48 |
| 2.  | Thank Your Lucky Star Date       | 2:16 |
| 3.  | Night on the Yorktown            | 5:37 |
| 4.  | The Dance of the Nebula          | 2:23 |
| 5.  | A Swarm Reception                | 2:31 |
| 6.  | Hitting the Saucer a Little Hard | 6:11 |
| 7.  | Jaylah Damage                    | 2:50 |
| 8.  | In Artifacts as in Life          | 1:52 |
| 9.  | Franklin, My Dear                | 2:51 |
| 10. | A Lesson in Vulcan Mineralogy    | 5:18 |
| 11. | Motorcycles of Relief            | 3:18 |
| 12. | Mocking Jaylah                   | 3:27 |
| 13. | Crash Decisions                  | 3:17 |
| 14. | Krall-y Krall-y Oxen Free        | 4:24 |
| 15. | Shutdown Happens                 | 4:36 |
| 16. | Cater-Krall in Zero G            | 2:18 |
| 17. | Par-tay for the Course           | 2:47 |
| 18. | Star Trek Main Theme             | 3:44 |

## Accueil

### Sortie internationale
La sortie américaine a lieu le 22 juillet 2016 aux États-Unis. En France, le film sort en salles le 17 août 2016.

### Accueil critique
Le film reçoit à sa sortie de bonnes critiques, aussi bien de la presse spécialisée que du grand public ; sur le site Rotten Tomatoes, il a 84 % d'avis positifs.

### Box-office
Le film est le moins lucratif de la saga « reboot » débutée en 2009 avec Star Trek, aussi bien en France qu'en Amérique du Nord (États-Unis, Canada). Si l'on prend en compte les 13 films de la série ainsi que l'inflation du prix des tickets, Star Trek : Sans limites se classe 8e, juste derrière Star Trek : Premier Contact (1996) et juste devant Star Trek : Générations (1994).
| Pays ou région    | Box-office      | Date d'arrêt du box-office | Nombre de semaines |
| ----------------- | --------------- | -------------------------- | ------------------ |
| États-Unis Canada | 158 848 340 $   | 30 octobre 2016            | 13                 |
| France            | 686 235 entrées | 15 septembre 2016          | n/a                |
| Mondial           | 343 471 816 $   | 30 octobre 2016            |                    |

## Analyse
C'est dans ce film qu'apparaît pour la toute première fois à l'écran dans l'univers Star Trek (depuis sa création en 1966) un personnage humain dans une relation ouvertement homosexuelle, interprété par John Cho (Sulu).